# Le Perchay
Le Perchay est une commune française située dans le département du Val-d'Oise en région Île-de-France.

## Géographie

### Description
Située dans le Vexin français entre la Viosne et la chaussée Jules-César, le village périurbain du  Perchay est membre du parc naturel régional du Vexin français.

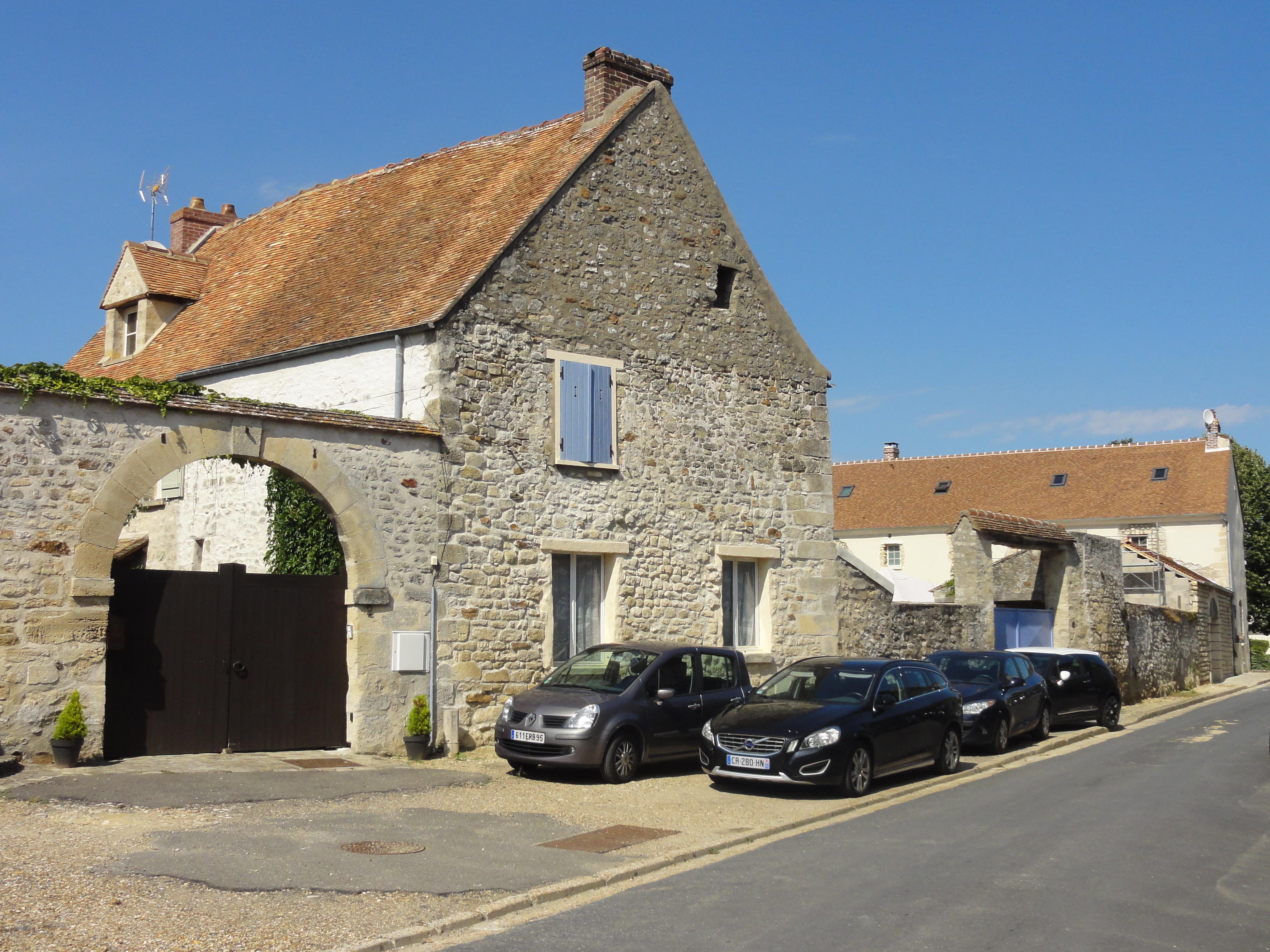
La Grande rue.

### Voies de communication et transports
Il est desservi par la gare de Santeuil - Le Perchay sur la ligne Paris-Saint-Lazare - Gisors-Embranchement (Ligne J du Transilien).

### Communes limitrophes
|              | Moussy  | Santeuil |
| Commeny      | Perchay |          |
| Théméricourt |         | Us       |

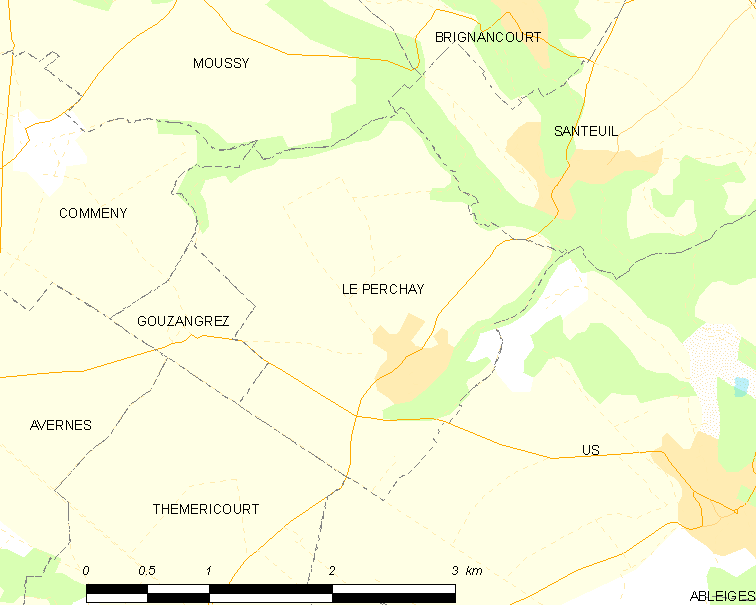
Carte de la commune.
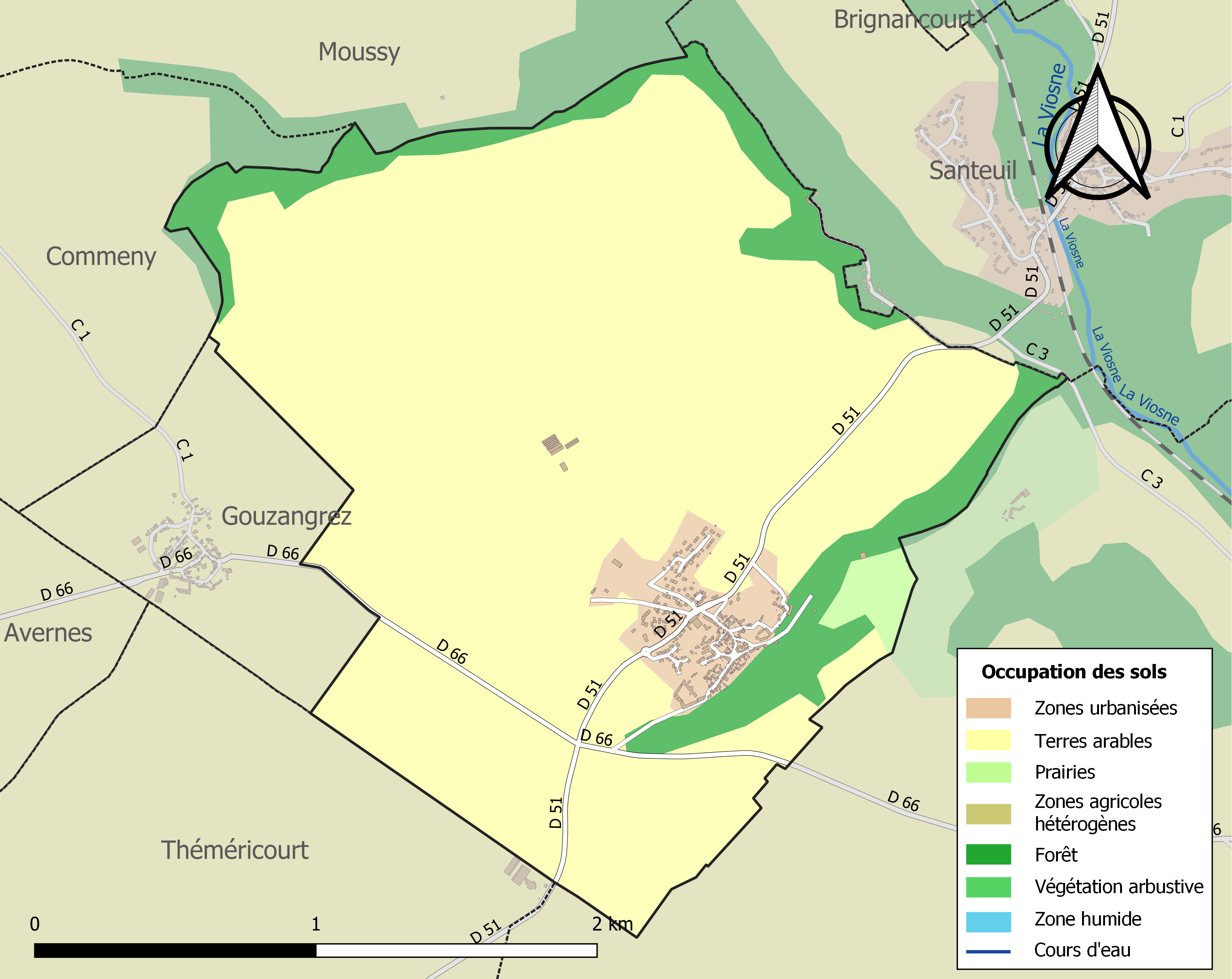
Occupation des sols

### Climat
Pour des articles plus généraux, voir Climat de l'Île-de-France et Climat du Val-d'Oise.
En 2010, le climat de la commune est de type climat océanique dégradé des plaines du Centre et du Nord, selon une étude du CNRS s'appuyant sur une série de données couvrant la période 1971-2000. En 2020, Météo-France publie une typologie des climats de la France métropolitaine dans laquelle la commune est exposée à un climat océanique et est dans la région climatique  Sud-ouest du bassin Parisien, caractérisée par une faible pluviométrie, notamment au printemps (120 à 150 mm) et un hiver froid (3,5 °C). 
Pour la période 1971-2000, la température annuelle moyenne est de 10,9 °C, avec une amplitude thermique annuelle de 14,6 °C. Le cumul annuel moyen de précipitations est de 693 mm, avec 10,1 jours de précipitations en janvier et 7,6 jours en juillet. Pour la période 1991-2020, la température moyenne annuelle observée sur la station météorologique la plus proche, située sur la commune de Boissy-l'Aillerie à 9 km à vol d'oiseau, est de 11,2 °C et le cumul annuel moyen de précipitations est de 635,8 mm,. Pour l'avenir, les paramètres climatiques de la commune estimés pour 2050 selon différents scénarios d'émission de gaz à effet de serre sont consultables sur un site dédié publié par Météo-France en novembre 2022.

## Urbanisme

### Typologie
Au 1er janvier 2024, Le Perchay est catégorisée commune rurale à habitat dispersé, selon la nouvelle grille communale de densité à sept niveaux définie par l'Insee en 2022.
Elle est située hors unité urbaine. Par ailleurs la commune fait partie de l'aire d'attraction de Paris, dont elle est une commune de la couronne,. Cette aire regroupe 1 929 communes,.

## Toponymie
Le nom de la localité est mentionné sous les formes Pertiacum, Perticatum au XIIe siècle, Pertiaco ou Perticato en 1122, Perchei en 1274, Percheium en 1286, Le Percheil.
Du nom latin pertica (perche), avec le suffixe etum, probablement le « jeune bois ».

## Histoire
Le Perchay se situe à peu de distance de la chaussée Jules-César, voie romaine qui relie Lutèce à Lillebonne.
En 1605, André, seigneur de Guiry, chevalier de l'ordre du roi, fait édifier les bâtiments appelés « le château ».
Durant la Révolution française, une rivalité existe entre les deux villages de Santeuil et Le Perchay. En 1791, le hameau de Vallière est distrait de Santeuil et rattaché au Perchay. Mais le 14 décembre 1836 Vallière réintègre Santeuil après des décennies de lutte et conformément à la volonté des habitants du hameau.

## Politique et administration

### Rattachements administratifs et électoraux
Rattachements administratifs
Antérieurement à la loi du 10 juillet 1964, la commune faisait partie du département de Seine-et-Oise. La réorganisation de la région parisienne en 1964 fit que la commune appartient désormais au département du Val-d'Oise et à son arrondissement de Pontoise après un transfert administratif effectif au 1er janvier 1968.
Elle faisait partie depuis 1793 du canton de Marines de Seine-et-Oise. Lors de la mise en place du Val-d'Oise, elle intègre en 1967 le canton de Vigny. Dans le cadre du redécoupage cantonal de 2014 en France, cette circonscription administrative territoriale a disparu, et le canton n'est plus qu'une circonscription électorale.
Rattachements électoraux
Pour les élections départementales, la commune fait partie depuis 2014 du canton de Pontoise
Pour l'élection des députés, elle fait partie de la première circonscription du Val-d'Oise.

### Intercommunalité
Les communes du Bellay-en-Vexin, Cléry-en-Vexin, Commeny, Guiry-en-Vexin, Gousangrez, Moussy, Nucourt et Le Perchay ont tenté de constituer une intercommunalité en 2002, ce qui a été refusé par le préfet, arguant la trop faible population de cet ensemble.
Le Perchay a donc été intégré dans  la communauté de communes du Plateau du Vexin, un établissement public de coopération intercommunale (EPCI) à fiscalité propre créé fin 2003 et auquel la commune avait  transféré un certain nombre de ses compétences, dans les conditions déterminées par le code général des collectivités territoriales.
Toutefois, cette intercommunalité  a fusionné avec la communauté de communes des Trois Vallées du Vexin (12 communes), de la communauté de communes Val de Viosne (14 communes) et  de la communauté de communes du Plateau du Vexin (8 communes), conformément aux prévisions du schéma départemental de coopération intercommunale du Val-d'Oise approuvé le 11 novembre 2011 pour former, le  1er janvier 2013  la communauté de communes Vexin centre dont est désormais membre Le Perchay.

### Liste des maires
| Période                                  | Période                       | Identité           | Étiquette | Qualité                                                    |
| ---------------------------------------- | ----------------------------- | ------------------ | --------- | ---------------------------------------------------------- |
| Les données manquantes sont à compléter. |                               |                    |           |                                                            |
| mars 2001                                | 2008                          | Antoine Casset     | DVD       |                                                            |
| mars 2008                                | 2014                          | Alain Wlodarczyk   |           |                                                            |
| 2014                                     | mai 2020                      | Patrice Montignies |           |                                                            |
| mai 2020                                 | novembre 2020,                | José Mendez        |           | Cadre Démissionnaire avec la totalité du conseil municipal |
| janvier 2021                             | En cours (au 28 janvier 2021) | Grégory Leost      |           | Autoentrepreneur                                           |

## Population et société

### Démographie
L'évolution du nombre d'habitants est connue à travers les recensements de la population effectués dans la commune depuis 1793. Pour les communes de moins de 10 000 habitants, une enquête de recensement portant sur toute la population est réalisée tous les cinq ans, les populations de référence des années intermédiaires étant quant à elles estimées par interpolation ou extrapolation. Pour la commune, le premier recensement exhaustif entrant dans le cadre du nouveau dispositif a été réalisé en 2007.

En 2022, la commune comptait 513 habitants, en évolution de −6,56 % par rapport à 2016 (Val-d'Oise : +4 %, France hors Mayotte : +2,11 %).
| 1793 | 1800 | 1806 | 1821 | 1831 | 1836 | 1841 | 1846 | 1851 |
| ---- | ---- | ---- | ---- | ---- | ---- | ---- | ---- | ---- |
| 291  | 218  | 286  | 256  | 251  | 251  | 226  | 226  | 228  |

| 1856 | 1861 | 1866 | 1872 | 1876 | 1881 | 1886 | 1891 | 1896 |
| ---- | ---- | ---- | ---- | ---- | ---- | ---- | ---- | ---- |
| 217  | 225  | 220  | 208  | 220  | 213  | 214  | 227  | 211  |

| 1901 | 1906 | 1911 | 1921 | 1926 | 1931 | 1936 | 1946 | 1954 |
| ---- | ---- | ---- | ---- | ---- | ---- | ---- | ---- | ---- |
| 213  | 249  | 217  | 225  | 210  | 219  | 261  | 218  | 237  |

| 1962 | 1968 | 1975 | 1982 | 1990 | 1999 | 2006 | 2007 | 2012 |
| ---- | ---- | ---- | ---- | ---- | ---- | ---- | ---- | ---- |
| 261  | 281  | 247  | 277  | 334  | 476  | 504  | 508  | 565  |

| 2017 | 2022 | - | - | - | - | - | - | - |
| ---- | ---- | - | - | - | - | - | - | - |
| 541  | 513  | - | - | - | - | - | - | - |

### Enseignement
En 2020, la commune dispose d'une école de deux classes élémentaires.

## Lieux et monuments
Le Perchay compte deux monuments historiques sur son territoire :
- Église Sainte-Marie-Madeleine, Grande-Rue (inscrite monument historique par arrêté du 14 décembre 1979[30]).

C'est un petit édifice de facture rustique, issu de la transformation successive d'une église romane à vaisseau unique, que l'on peut dater de la fin du XIe ou du premier quart du XIIe siècle. La nef avec son intéressant portail et la base du clocher avec ses deux arcades archaïques subsistent encore de cette époque, mais toutes les fenêtres ont été repercées, et la base du clocher a été voûtée d'ogives à la première période gothique. Au XIIIe siècle, la chapelle de la Vierge formant croisillon a été ajoutée au sud du clocher. Après la guerre de Cent Ans, l'étage de beffroi a été refait, et le chœur roman a été remplacé par deux travées de style gothique flamboyant, et la nef a été munie d'un unique bas-côté, également située au sud. Sa voûte en berceau évoque l'architecture classique, et ne date peut-être que du XVIIe siècle,.
- Ancienne croix de cimetière, près de l'église (inscrite monument historique par arrêté du 16 juin 1926[33]).

La croix proprement dite a disparu au cours du XIXe siècle, mais ce qui en subsiste présente d'intéressantes particularités : une base ovale échancrée datant sans doute du XVIe siècle, et un fût octogonal avec une riche ornementation sculptée du XVIe siècle, faite de rinceaux et de motifs géométriques dans le style de la Renaissance. En haut, une face sur deux arbore un ange sous un dais jouant à un instrument de musique.
On peut également signaler :
- Fontaine sur la RD 51 / place Marie-Thérèse-Picard.
- Croix sur la RD 51 / place Marie-Thérèse-Picard.
- Logis de la ferme de la Mare : Il comporte des éléments du XVIe siècle, dont une tourelle d'escalier[32].
- Croix en fer de la Grande-Place.
- Colombier rond de la ferme du château.

Datant du XVIIe siècle, il comporte deux étages au lieu de l'unique étage habituel. Le bâtiment de forme cylindrique est couvert d'un toit en poivrière.
- Lavoir couvert ruiné, à l'écart du village, près de la rue du Cornouiller prolongée, dans la vallée aux Moines.

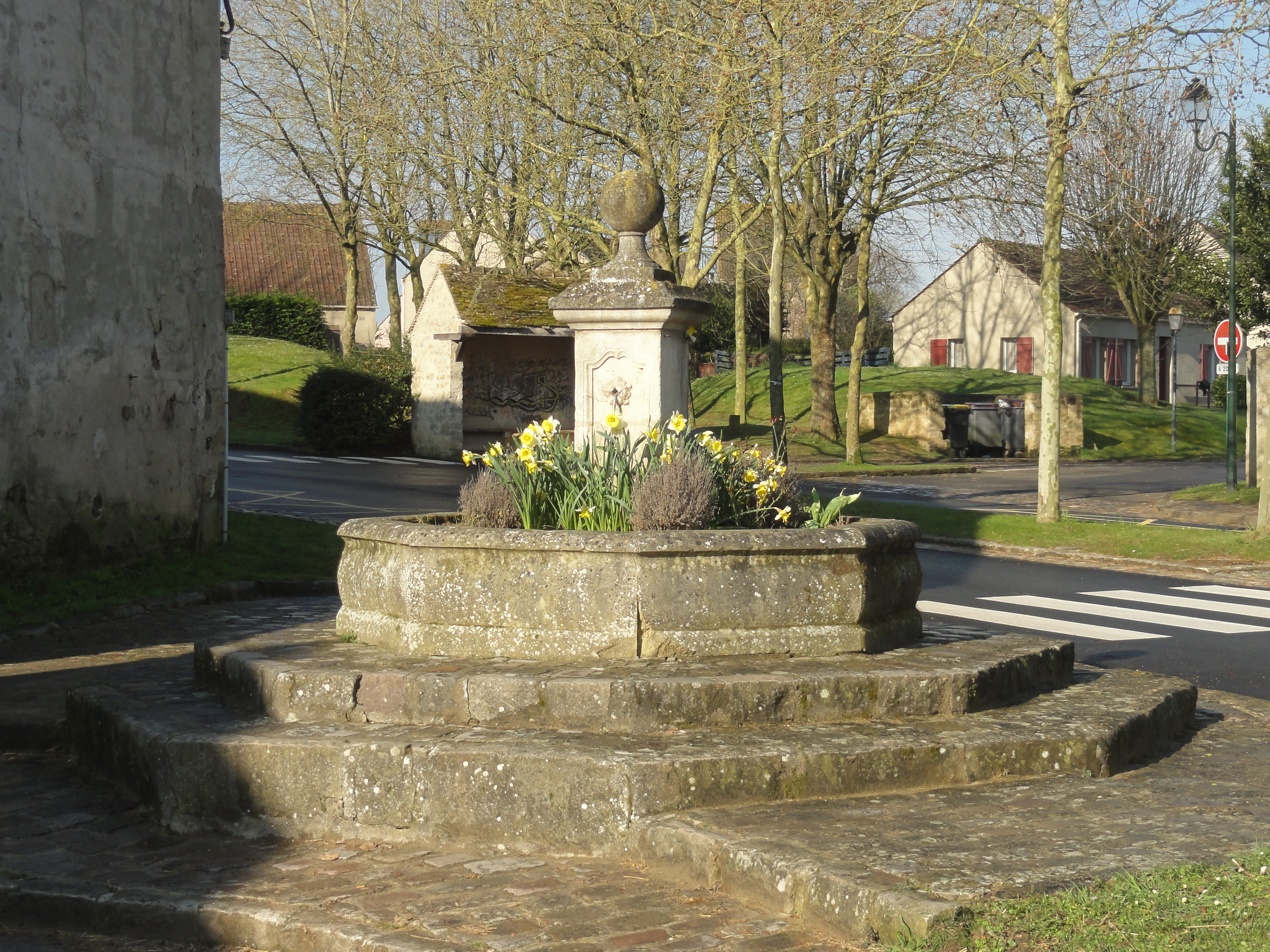
Fontaine.
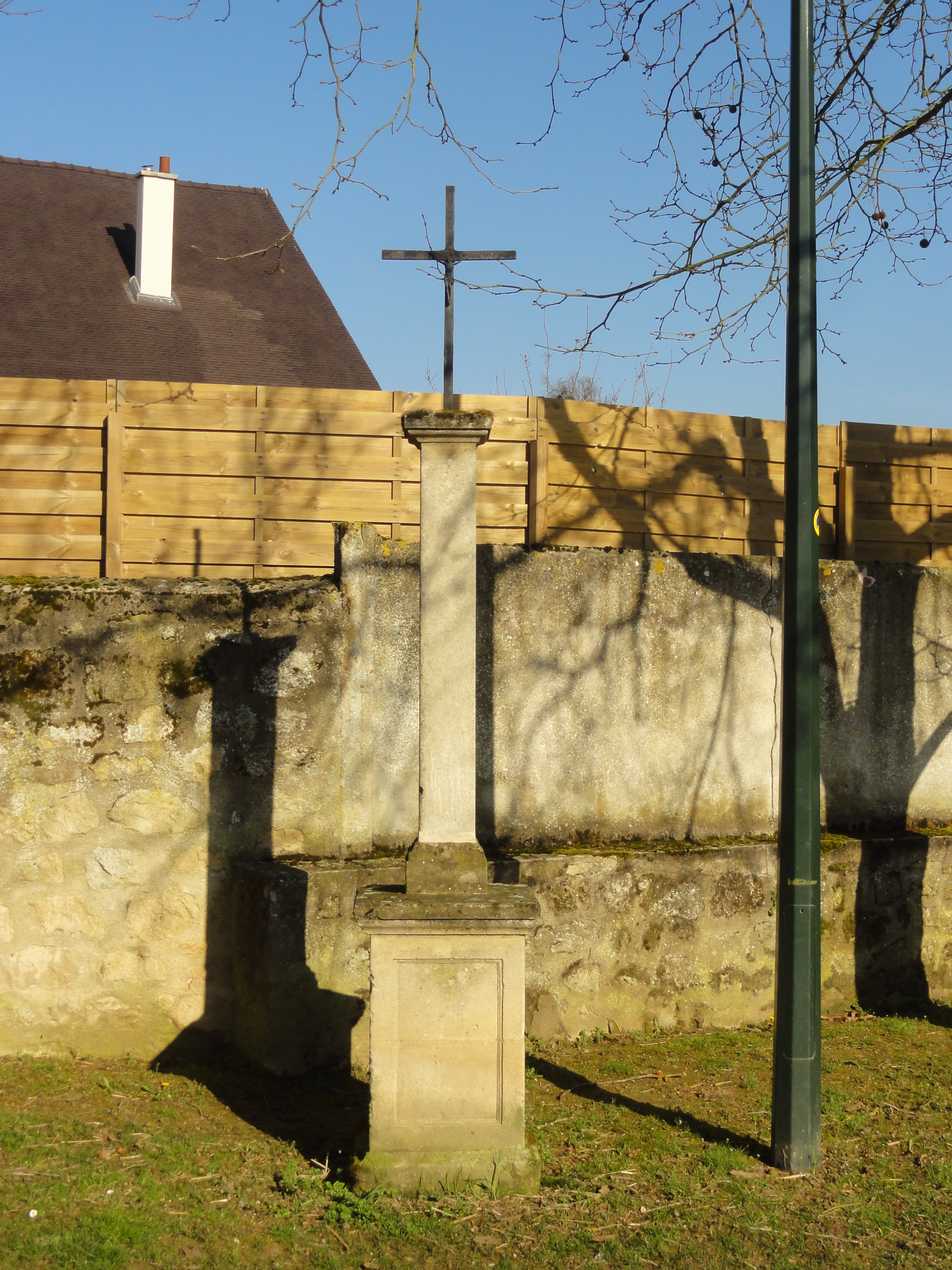
Croix sur la RD 51.
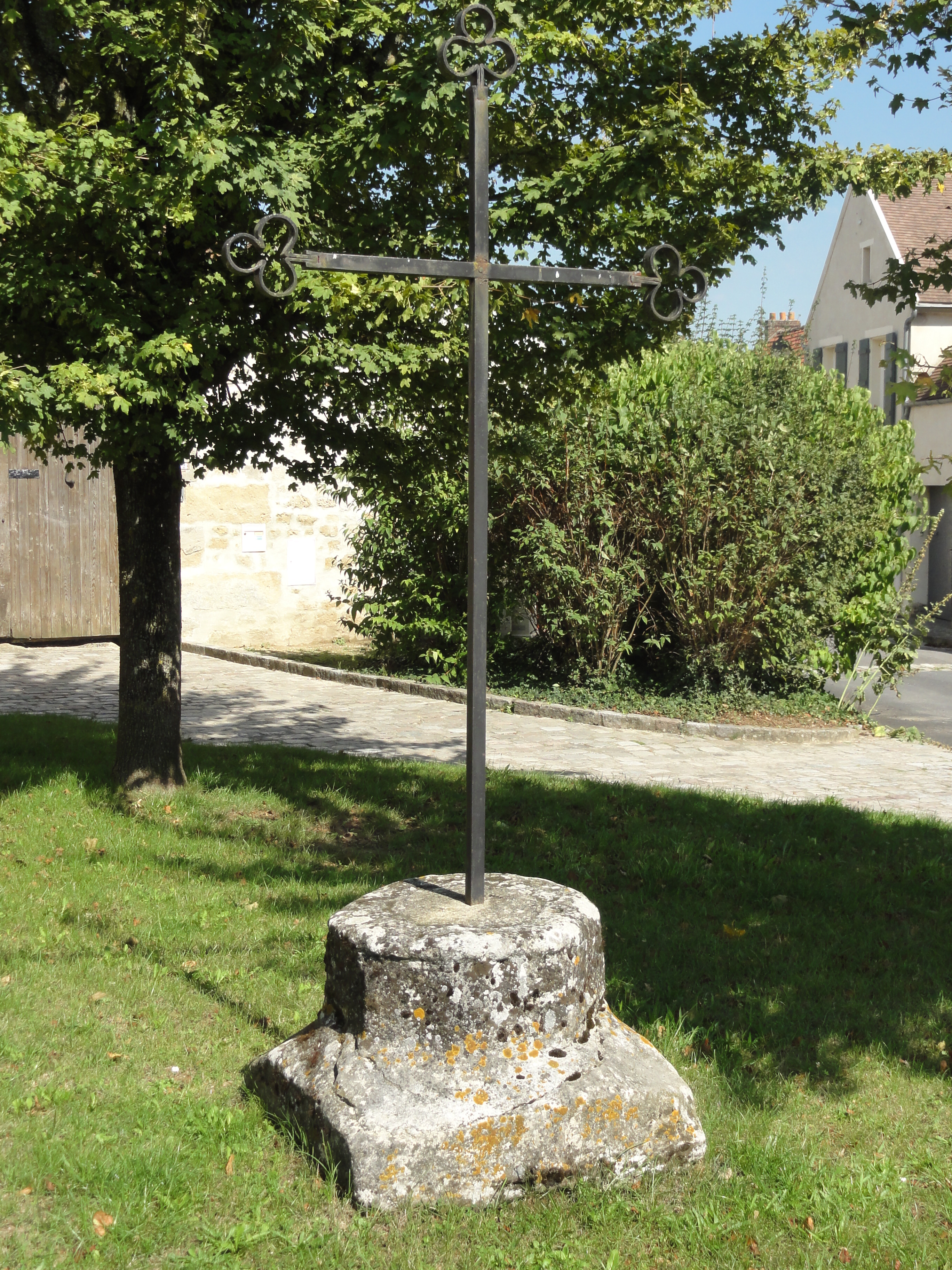
Croix de la Grande-Place.
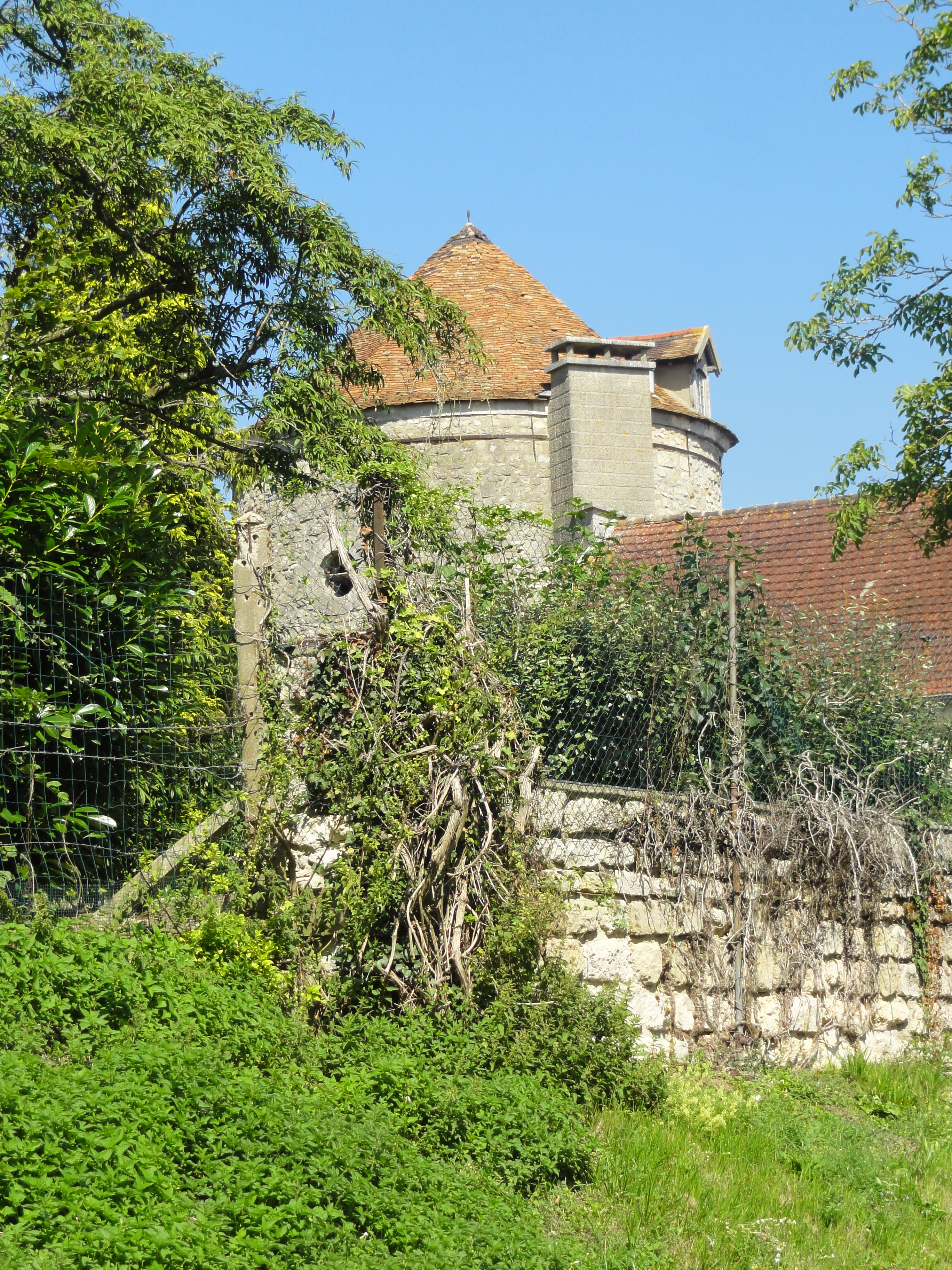
Colombier.
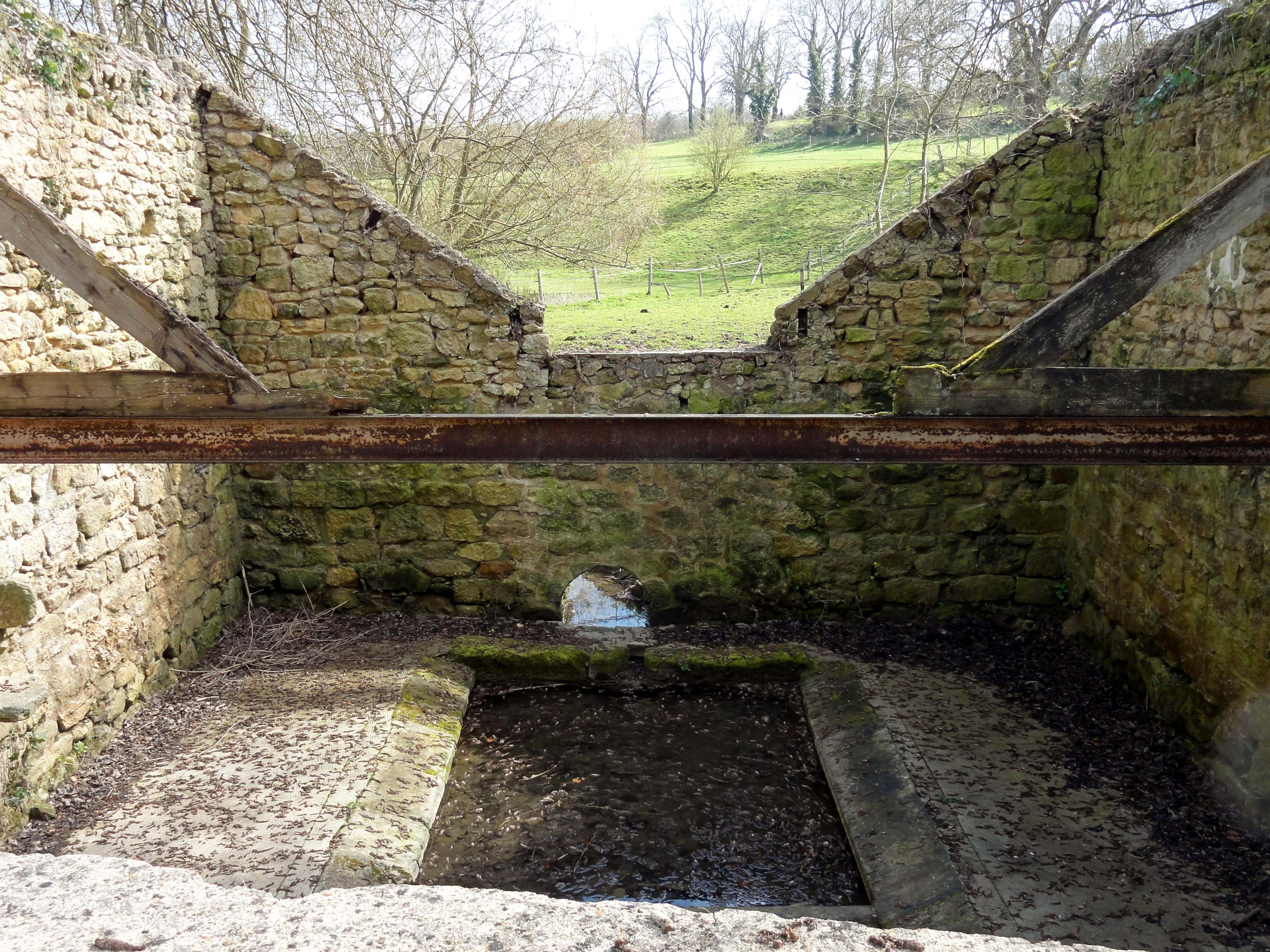
Lavoir ruiné.

## Héraldique
| Blason de Le Perchay | Blason  | Tiercé en pairle : au premier d'argent aux trois quintefeuilles de sable, au deuxième de gueules au coq d'or, au troisième losangé d'argent et de gueules. |
| Blason de Le Perchay | Détails | Le statut officiel du blason reste à déterminer. |